# Будановка (Крым)
Будановка (укр. Буданівка, крымскотат. Budanovka, Будановка) — исчезнувшее село в Красноперекопском районе Республики Крым, располагавшееся на севере района, на Перекопском перешейке в полукилометре западнее шоссе 35А-001 граница с Украиной — Джанкой — Феодосия — Керчь, примерно в 2,5 километрах к западу от современного села Пятихатка.

### Динамика численности населения
- 1864 год — 4 чел.[5]
- 1900 год — 58 чел.[6]
- 1915 год — 150 чел.[7]
- 1926 год — 125 чел.[8]

## История
Первое селение на месте Будановки — хутор Булгакова Биюк-Джабу обозначен на картах 1836 и 1842 года на территории Ишуньской волости Перекопского уезда. В «Списке населённых мест Таврической губернии по сведениям 1864 года», составленном по результатам VIII ревизии 1864 года — хутор Биюк-Джабу (Булгакова) при урочище Джабу с 1 двором и 4 жителями. Как хутор Булгаков, без указания числа дворов, обозначен на трехверстовой карте 1865—1876 года.
Как Будановка впервые встречается в «…Памятной книжке Таврической губернии на 1900 год», согласно которой на хуторе Будановка Воинской волости числилось 58 жителей в 2 дворах. По Статистическому справочнику Таврической губернии. Ч.II-я. Статистический очерк, выпуск пятый Перекопский уезд, 1915 год, в деревне Будановка Воинской волости Перекопского уезда числилось 20 дворов (все дворы с землёй) с русским населением в количестве 150 человек приписных жителей, из которых 77 мужчин и 73 женщины. Жители владели 520 десятинами удобной земли. В хозяйствах имелось 85 лошадей, 17 волов, 34 коровы и 50 голов мелкого скота.
После установления в Крыму Советской власти, по постановлению Крымревкома от 8 января 1921 года № 206 «Об изменении административных границ» была упразднена волостная система, Перекопский уезд переименовали в Джанкойский, в котором был образован Ишуньский район, в состав которого включили село, а в 1922 году уезды получили название округов. 11 октября 1923 года, согласно постановлению ВЦИК, в административное деление Крымской АССР были внесены изменения, в результате которых округа были отменены, Ишуньский район упразднён и село вошло в состав Джанкойского района. Согласно Списку населённых пунктов Крымской АССР по Всесоюзной переписи 17 декабря 1926 года, в селе Будановка, Армяно-Базарского сельсовета Джанкойского района, числился 21 двор, все крестьянские, население составляло 125 человек, все украинцы. Постановлением ВЦИК от 30 октября 1930 года был восстановлен Ишуньский район и село, вместе с сельсоветом, включили в его состав. Постановлением Центрального исполнительного комитета Крымской АССР от 26 января 1938 года Ишуньский район был ликвидирован и создан Красноперекопский район с центром в поселке Армянск (по другим данным 22 февраля 1937 года). На километровой карте РККА 1941 года в Будановке обозначено 28 дворов.
С 25 июня 1946 года Будановка в составе Крымской области РСФСР, а 26 апреля 1954 года Крымская область была передана из состава РСФСР в состав УССР. В послевоенные годы село входило в колхоз «Красный моряк». Время включения в Пятихатский сельсовет пока не выяснено: на 15 июня 1960 года село уже числилось в его составе. Будановка ликвидирована к 1968 году (согласно справочнику «Крымская область. Административно-территориальное деление на 1 января 1968 года» — в период с 1954 по 1968 годы, как село Буденовка Почётненского сельсовета).